# Oberküps

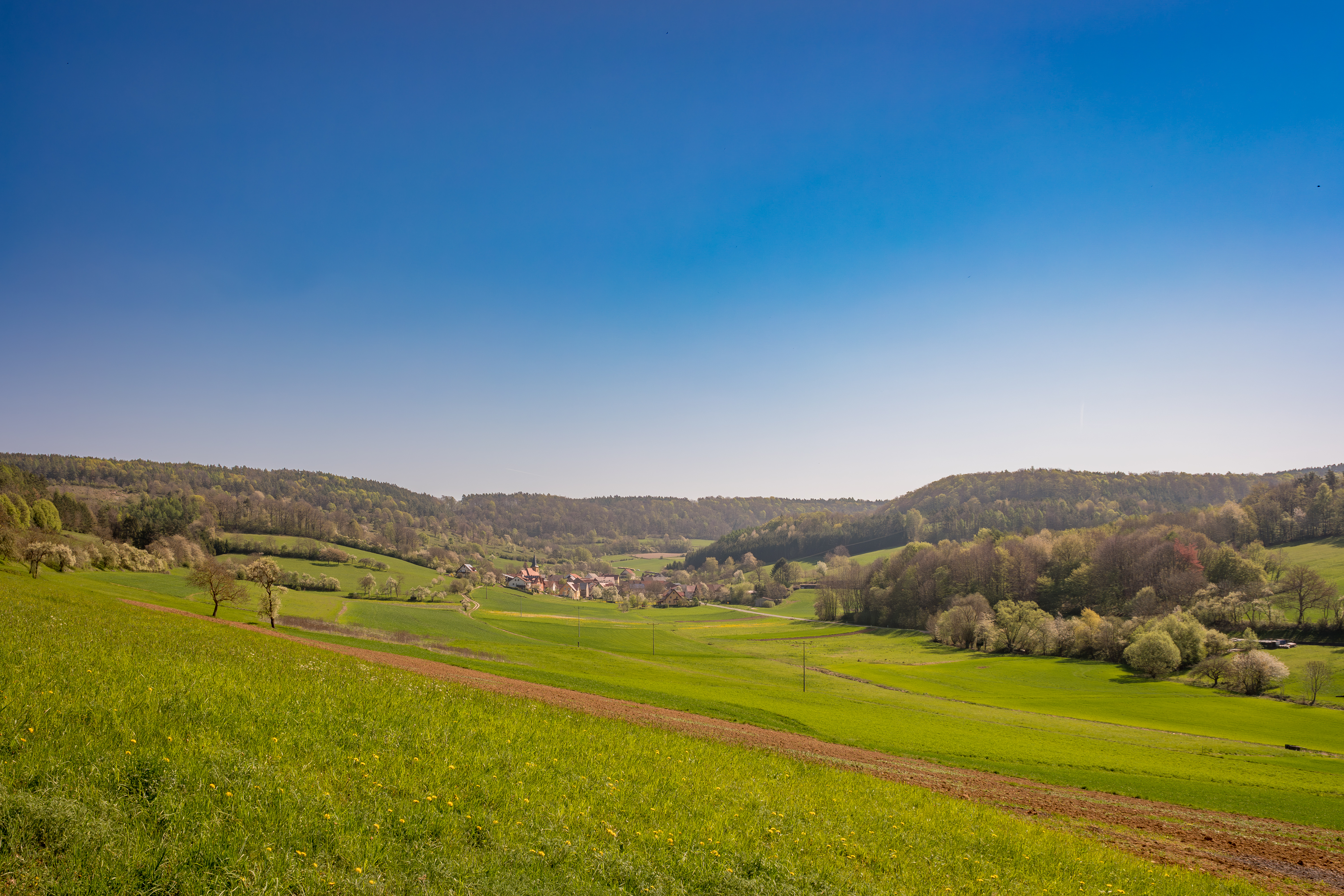
Blick von Unterküps nach Oberküps (2019)

Oberküps ist ein Gemeindeteil des oberfränkischen Marktes Ebensfeld im Landkreis Lichtenfels.

## Geographie
Das Kirchdorf liegt in einem engen Tal mit bewaldeten Steilhängen östlich vom Maintal. Der Ort ist in Ost-West-Richtung angeordnet und wird vom Aschbach, einem linken Zufluss des Mains, durchflossen. Die Kreisstraße LIF 11 von Frauendorf nach Kleukheim führt durch Oberküps.

## Geschichte
1237 wurde Oberküps erstmals urkundlich erwähnt, als Herzog Otto von Meranien dem Kloster Langheim Güter übereignete, darunter eine Hube, ein Lehen und einen Weinberg in „Cubz“.
1801 gehörte das Dorf zum Gebiet des Hochstifts Bamberg, das neben der Landeshoheit die Zent, Dorf-, Gemeinde- und Flurherrschaft besaß. Der Ort hatte außer der Kirche ein Schul- und ein Gemeindehirtenhaus. Außerdem gab es 33 Lehen, davon allein 15 des Klosters Langheim, mit verschiedenen Lehenherren.
1862 wurde Oberküps in das neu geschaffene bayerische Bezirksamt Staffelstein eingegliedert. Die Landgemeinde gehörte zum Landgericht Staffelstein. Ein Gemeindeteil war das benachbarte Unterküps. 1871 hatte das Kirchdorf Oberküps 188 Einwohner und 84 Gebäude. Eine katholische Schule befand sich im Dorf, die katholische Pfarrkirche im drei Kilometer entfernten Kleukheim. 1900 zählte die 663,71 Hektar große Landgemeinde 311 Einwohner, der Ort 182 Einwohner und 35 Wohngebäude sowie 1925 161 Personen, von denen alle katholisch waren, in 35 Wohngebäuden. 1950 hatte Oberküps 191 Einwohner und 31 Wohngebäude. Die zuständige evangelische Pfarrei war in Staffelstein. Im Jahr 1970 zählte das Kirchdorf 149, 1987 insgesamt 124 Einwohner sowie 32 Wohnhäuser mit 32 Wohnungen.
Am 1. Juli 1972 wurde der Landkreis Staffelstein aufgelöst. Die Gemeinde Oberküps wurde nach Kleukheim eingegliedert und kam zum Landkreis Lichtenfels. Am 1. Mai 1978 folgte die Eingliederung der Gemeinde Kleukheim mit Oberküps nach Ebensfeld.

## Sehenswürdigkeiten
Die katholische Filialkirche St. Katharina wurde zwischen 1798 und 1802 nach Plänen des Bamberger Hofbaumeisters Johann Lorenz Fink durch den Staffelsteiner Baumeister Andreas Weber errichtet. Die gewestete Landkirche befindet sich in Hanglage hoch über dem Nordwestrand des Dorfes. Das Langhaus ist ein Saalraum, an den sich ein einachsiger, eingezogener Chor anschließt. Die westliche Giebelseite ist als Einturmfassade gestaltet. Der Hochaltar stammt aus der Werkstatt des Bamberger Bildhauers Georg Hoffmann. Die Seitenaltäre wurden von Franz Anton Schott von 1730 bis 1733 für die Johanniskapelle bei St. Stephan in Bamberg gefertigt. Sie wurden wie die Orgel, die 1723 der Würzburger Hoforgelbaumeister Johann Philipp Seuffert für Kloster Banz als Winterorgel gefertigt hatte, 1804 von der Gemeinde erworben.
In der Liste der Baudenkmäler in Oberküps sind weitere acht Sehenswürdigkeiten aufgeführt.